# Segunda Categoría de Santa Elena 2015
El Campeonato Provincial de Segunda Categoría de Santa Elena 2015 fue un torneo de fútbol en Ecuador en el cual compitieron equipos de la Provincia de Santa Elena. El torneo fue organizado por la Asociación de Fútbol No Amateur de Santa Elena (AFNASE) y avalado por la Federación Ecuatoriana de Fútbol. El torneo empezó el 9 de mayo de 2015 y finalizó el 11 de julio de 2015. Participaron 5 clubes de fútbol y entregó 2 cupos al Zonal de Ascenso de la Segunda Categoría 2015 por el ascenso a la Serie B.

## Sistema de campeonato
El sistema determinado por la Asociación de Fútbol No Amateur de Santa Elena fue el siguiente:
- Se jugó una etapa única con los 5 equipos establecidos, fue todos contra todos ida y vuelta (10 fechas), en cada fecha un equipo tuvo descanso, al final los equipos que terminaron en primer y segundo lugar clasificaron a los zonales  de Segunda Categoría 2015 como campeón y vicecampeón provincial respectivamente.

## Equipos participantes
| Equipos participantes                      | Equipos participantes | Equipos participantes          |
| ------------------------------------------ | --------------------- | ------------------------------ |
|                                            |                       |                                |
| Equipo                                     | Ciudad                | Estadio                        |
| Club Deportivo Juvenil Carlos Borbor Reyes | Salinas               | Estadio El Dorado de Anconcito |
| Club Deportivo Duros del Balón             | Salinas               | Estadio El Dorado de Anconcito |
| Club Deportivo Chanduy                     | Santa Elena           | Estadio El Dorado de Anconcito |
| Club Deportivo Sport Bilbao SV             | Anconcito             | Estadio El Dorado de Anconcito |
| Club Deportivo Especializado 3E            | Salinas               | Estadio El Dorado de Anconcito |

## Equipos por Cantón
| Cantón                                       | N.º | Equipos                                   |
| -------------------------------------------- | --- | ----------------------------------------- |
| Archivo:Flag of Salinas, Ecuador.svg Salinas | 3   | Carlos Borbor Reyes, Duros del Balón y 3E |
| Santa Elena                                  | 2   | Deportivo Chanduy y Sport Bilbao SV       |

## Clasificación
|                                      |    | Equipo              | PJ | PG | PE | PP | GF | GC | DG  | PTS |
| ------------------------------------ | -- | ------------------- | -- | -- | -- | -- | -- | -- | --- | --- |
| Archivo:Flag of Salinas, Ecuador.svg | 1. | 3E                  | 8  | 6  | 2  | 0  | 28 | 5  | +23 | 20  |
| Archivo:Flag of Salinas, Ecuador.svg | 2. | Carlos Borbor Reyes | 8  | 5  | 2  | 1  | 39 | 5  | +34 | 17  |
| Archivo:Flag of Salinas, Ecuador.svg | 3. | Duros del Balón     | 8  | 4  | 2  | 2  | 26 | 7  | +19 | 14  |
|                                      | 4. | Deportivo Chanduy   | 7  | 1  | 0  | 6  | 10 | 24 | -14 | 3   |
|                                      | 5. | Sport Bilbao SV     | 7  | 0  | 0  | 7  | 1  | 63 | -62 | 0   |

|  | Campeón y clasificado a los zonales de Segunda Categoría 2015.     |
|  | Vicecampeón y clasificado a los zonales de Segunda Categoría 2015. |

## Evolución de la clasificación
| Equipo / Jornada                                         | 01 | 02 | 03 | 04 | 05 | 06 | 07 | 08 | 09 | 10 |
| -------------------------------------------------------- | -- | -- | -- | -- | -- | -- | -- | -- | -- | -- |
| Archivo:Flag of Salinas, Ecuador.svg 3E                  | 3  | 3  | 2  | 2  | 2  | 1  | 1  | 1  | 1  | 1  |
| Archivo:Flag of Salinas, Ecuador.svg Carlos Borbor Reyes | 2  | 1  | 1  | 1  | 1  | 2  | 3  | 2  | 2  | 2  |
| Archivo:Flag of Salinas, Ecuador.svg Duros del Balón     | 4  | 4  | 4  | 3  | 3  | 3  | 2  | 3  | 3  | 3  |
| Deportivo Chanduy                                        | 1  | 2  | 3  | 4  | 4  | 4  | 4  | 4  | 4  | 4  |
| Sport Bilbao SV                                          | 5  | 5  | 5  | 5  | 5  | 5  | 5  | 5  | 5  | 5  |

## Resultados
|                                      | Deportivo Chanduy   | 8 - 1 | Sport Bilbao SV |                                      | El Dorado | 9 de mayo | 14:00 |
| Archivo:Flag of Salinas, Ecuador.svg | Carlos Borbor Reyes | 2 - 0 | Duros del Balón | Archivo:Flag of Salinas, Ecuador.svg | El Dorado | 9 de mayo | 16:00 |
|                                      | Libre:              | -     | 3E              | Archivo:Flag of Salinas, Ecuador.svg | -----     | -----     | ----- |

| Archivo:Flag of Salinas, Ecuador.svg | 3E                  | 2 - 1  | Duros del Balón   | Archivo:Flag of Salinas, Ecuador.svg | El Dorado | 16 de mayo | 14:00 |
| Archivo:Flag of Salinas, Ecuador.svg | Carlos Borbor Reyes | 13 - 0 | Sport Bilbao SV   |                                      | El Dorado | 16 de mayo | 16:00 |
|                                      | Libre:              | -      | Deportivo Chanduy |                                      | -----     | -----      | ----- |

|                                      | Deportivo Chanduy | 0 - 2 | Carlos Borbor Reyes | Archivo:Flag of Salinas, Ecuador.svg | El Dorado | 23 de mayo | 14:00 |
| Archivo:Flag of Salinas, Ecuador.svg | 3E                | 9 - 0 | Sport Bilbao SV     |                                      | El Dorado | 23 de mayo | 16:00 |
|                                      | Libre:            | -     | Duros del Balón     | Archivo:Flag of Salinas, Ecuador.svg | -----     | -----      | ----- |

|  | Sport Bilbao SV   | 0 - 9 | Duros del Balón     | Archivo:Flag of Salinas, Ecuador.svg | El Dorado | 30 de mayo | 14:00 |
|  | Deportivo Chanduy | 0 - 1 | 3E                  | Archivo:Flag of Salinas, Ecuador.svg | El Dorado | 30 de mayo | 16:00 |
|  | Libre:            | -     | Carlos Borbor Reyes | Archivo:Flag of Salinas, Ecuador.svg | -----     | -----      | ----- |

| Archivo:Flag of Salinas, Ecuador.svg | 3E                | 3 - 3 | Carlos Borbor Reyes | Archivo:Flag of Salinas, Ecuador.svg | El Dorado | 6 de junio | 14:00 |
|                                      | Deportivo Chanduy | 2 - 3 | Duros del Balón     | Archivo:Flag of Salinas, Ecuador.svg | El Dorado | 6 de junio | 16:00 |
|                                      | Libre:            | -     | Sport Bilbao SV     |                                      | -----     | -----      | ----- |

| Archivo:Flag of Salinas, Ecuador.svg | Carlos Borbor Reyes | 0 - 2 | 3E                | Archivo:Flag of Salinas, Ecuador.svg | El Dorado | 13 de junio | 14:00 |
| Archivo:Flag of Salinas, Ecuador.svg | Duros del Balón     | 8 - 0 | Deportivo Chanduy |                                      | El Dorado | 13 de junio | 16:00 |
|                                      | Libre:              | -     | Sport Bilbao SV   |                                      | -----     | -----       | ----- |

| Archivo:Flag of Salinas, Ecuador.svg | Duros del Balón | 4 - 0 | Sport Bilbao SV     |                                      | El Dorado | 20 de junio | 14:00 |
| Archivo:Flag of Salinas, Ecuador.svg | 3E              | 3 - 0 | Deportivo Chanduy   |                                      | El Dorado | 20 de junio | 16:00 |
|                                      | Libre:          | -     | Carlos Borbor Reyes | Archivo:Flag of Salinas, Ecuador.svg | -----     | -----       | ----- |

| Archivo:Flag of Salinas, Ecuador.svg | Carlos Borbor Reyes | 6 - 0 | Deportivo Chanduy |                                      | El Dorado | 27 de junio | 14:00 |
|                                      | Sport Bilbao SV     | 0 - 7 | 3E                | Archivo:Flag of Salinas, Ecuador.svg | El Dorado | 27 de junio | 16:00 |
|                                      | Libre:              | -     | Duros del Balón   | Archivo:Flag of Salinas, Ecuador.svg | -----     | -----       | ----- |

| Archivo:Flag of Salinas, Ecuador.svg | Duros del Balón | 1 - 1  | 3E                  | Archivo:Flag of Salinas, Ecuador.svg | El Dorado | 4 de julio | 14:00 |
|                                      | Sport Bilbao SV | 0 - 13 | Carlos Borbor Reyes | Archivo:Flag of Salinas, Ecuador.svg | El Dorado | 4 de julio | 16:00 |
|                                      | Libre:          | -      | Deportivo Chanduy   |                                      | -----     | -----      | ----- |

| Archivo:Flag of Salinas, Ecuador.svg | Duros del Balón | 0 - 0 | Carlos Borbor Reyes | Archivo:Flag of Salinas, Ecuador.svg | El Dorado | 11 de julio    | 14:00 |
|                                      | Sport Bilbao SV | -     | Deportivo Chanduy   |                                      | - - - -   | No se programó | --:-- |
|                                      | Libre:          | -     | 3E                  | Archivo:Flag of Salinas, Ecuador.svg | -----     | -----          | ----- |

## Campeón
| · Archivo:Flag of Salinas, Ecuador.svg |
| Club Deportivo Especializado 3E 2.do Título Clasifica a los zonales de la Segunda Categoría 2015 - También clasifica Club Deportivo Juvenil Carlos Borbor Reyes como Vicecampeón. |